# Sekularni humanizam
Sekularni humanizam je svjetonazor koji ističe razum, etiku,  pravdu, filozofski naturalizam, pri čemu kritizira religijske dogme, natprirodno, pseudoznanost i praznovjerje/predrasude kao temelje morala i donošenja odluka. Zastupa da su ljudska bića sposobna da budu etična i moralna bez religije i božanstva te afirmira sposobnost i odgovornost ljudskih bića da vode smislene i etične živote. Samo djelomično se razlikuje od renesansnog humanizma.
Izraz "sekularni humanizam" se počeo koristiti u 20. stoljeću kako bi se razlikovao od religijskog humanizma. Zasniva se na prosvjetiteljskom principu slobode pojedinca, koji ukazuje na emancipaciju pojedinca od tradicionalnih kontrola od strane porodice, religije i države, sve više osnažujući svakoga od nas da uredi uvjete svoga života. Kao što i sam naziv sugerira, sekularni humanisti se zauzimaju za sekularizam, odnosno odvojenost religija i religijskih zajednica od javnog života, prostora i ustanova. Neki sekularni humanisti, pak, odbacuju taj naziv te umjesto toga koriste izraz Humanizam s velikim H.
Ova filozofija je informirana znanošću, nadahnuta umjetnošću i motivirana suosjećanjem. Potvrđujući dostojanstvo svakog ljudskog bića, podržava uvećanje individualne slobode i mogućnost njene suglasnosti s društvenom i globalnom odgovornošću. Ne pretpostavlja da su ljudi urođeno zli ili urođeno dobri, niti predstavlja ljude kao superiorne u odnosu na prirodu. Umjesto toga, humanistička filozofija života naglašava odgovornost čovječanstva i etičke posljedice ljudskih odluka.
Ovaj svjetonazor je blizak slobodoumnosti, ateizmu, agnosticizmu, skepticizmu, racionalizmu i nereligioznosti. Drži se da svoje filozofske korijene vuče iz predsokratovske filozofije i prosvjetiteljstva.
Sekularni humanizam je široka filozofija života koja uključuje:
- naturalističku filozofiju
- znanstveno tumačenje svemira
- posljedični sustav etike

## Naturalistička filozofija
Sekularni humanizam je zasnovan na naturalističkoj filozofiji. Drži da je priroda (svijet svakodnevnog fizičkog iskustva) i njeni zakoni i sile jedino i sve što postoji, i da je pouzdano znanje najbolje dobiti kada istražujemo prirodu i njene zakone i sile, koristeći znanstvenu metodu. Naturalizam tvrdi da natprirodni entiteti poput božanstva i duhova ne postoje i upozorava na to da je znanje stečeno bez usmjeravanja na prirodni svijet i bez nepristrasnog promatranja od strane više promatrača i istraživača nepouzdano. Smatra da prirodni zakoni i sile određuju sastav i ponašanje svemira, te da promijene u svakoj fazi svemira su proizvod ovih zakona i sila.

## Znanstveno tumačenje svemira
Sekularni humanizam tumači svemir oslanjajući se na metode koje koristi znanost. Sekularni humanisti sebe vide kao nestvorena bića koja su nastala kroz evoluciju, te koja posjeduju jedinstvene atribute samosvijesti i moralne agencije.

## Posljedični sustav etike
Sekularni humanisti drže da je etika posljedična, te da se procjenjuje na osnovu ishoda. Ovo je u oprečnosti s takozvanom komandnom etikom, u kojoj se ispravno i pogrešno unaprijed definira i pripisuju božanskom autoritetu. Sekularni humanisti teže da razviju i poboljšaju svoje etičke principe ispitivanjem ishoda koje ostvaruju u realnim životima.

## Principi sekularnog humanizma
Većina sekularnih humanista svoj svjetonazor tumači kroz sljedeće principe:
- Potreba da se testiraju vjerovanja – Uvjerenje da dogme, ideologije i tradicije, bile one religijske, političke ili društvene, moraju biti odmjerene i testirane od strane svakog pojedinca, a ne jednostavno prihvaćene na osnovu vjere.
- Razum, dokazi, znanstvena metoda – Privrženost korištenju kritičkog uma, činjeničnim dokazima i znanstvenim metodama ispitivanja umjesto vjere i misticizma, kada je u pitanju traženje rješenja za ljudske probleme i odgovora na važna ljudska pitanja.
- Ispunjavanje, rast, kreativnost – Primarna briga mora biti ispunjavanje potreba, rast i kreativnost kako pojedinca tako i čovječanstva uopće.
- Potraga za istinom – Stalna potraga za objektivnom istinom, uz shvaćanje da svako novo znanje i iskustvo mijenja našu nesavršenu percepciju svijeta.
- Ovaj život – Briga za ovaj život i nastojanje da ga se učini smislenim kroz bolje shvaćanje samih sebe, svoje historije, intelektualnih i umjetničkih dostignuća, kao i shvaćanja koja se razlikuju od naših.
- Etika – Potraga za održavim individualnim, društvenim i političkim načelima etičkog ponašanja, prosuđivanih na osnovu njihove mogućnosti da poboljšaju ljudsko blagostanje i pojedinačnu odgovornost.
- Izgradnja boljeg svijeta – Uvjerenje da se uz pomoć razuma, otvorene razmjene ideja, dobre volje i tolerancije može postići napredak u stvaranju boljeg svijeta za nas i našu djecu.

## Sekularni humanizam u svijetu
Međunarodna humanistička i etička zajednica (IHEU) je svjetska unija više od sto humanističkih, racionalističkih i nereligionalnih organizacija u više od 40 zemalja. "Sretan čovjek" se smatra opće prepoznatim simbolom za one koji sebe nazivaju humanistima. Humanističke udruge građana se nalaze u svim dijelovima svijeta. Procjenjuje se da postoji od četiri do pet milijuna ljudi širom svijeta koji sebe smatraju humanistima.
"Humanizam je demokratsko i etičko životno stajalište koji potvrđuje da ljudska bića imaju pravo i odgovornost da daju smisao i oblik njihovim vlastitim životima. Zauzima se za izgradnju humanijeg društva kroz etiku zasnovanu na ljudskim i drugim prirodnim vrijednostima u duhu razuma i slobodnog istraživanja kroz ljudske sposobnosti. Nije teistički, i ne prihvaća natprirodne poglede na realnost."
– Međunarodna humanistička i etička zajednica

## Poznati pristaše
Među poznate se humaniste ubrajaju britanski biolog Richard Dawkins te britanski glumac, pisac i komičar Stephen Fry. Hrvatski političar i fizičar Ivica Puljak opisao je sebe kao humanista.